# Parastrangalis bisbidentata
Parastrangalis bisbidentata là một loài bọ cánh cứng trong họ Cerambycidae.